# Parto humanizado

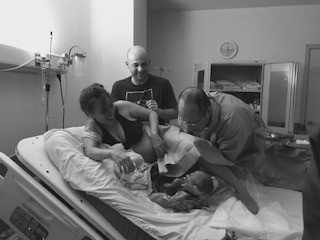
Posición de cuatro puntos para el parto

El parto humanizado se refiere a aquel nacimiento vía vaginal en el que se preservaron los derechos de la mujer a una atención cálida, respetuosa y basada en la mejor evidencia científica.
Los avances en medicina y la mejor evidencia en obstetricia han demostrado las ventajas de no intervenir rutinariamente con procedimientos como: la Inducción del trabajo de parto, prohibir la ingesta de alimentos y líquidos durante el parto, aumentar las contracciones con oxitocina, llevar a cabo una episiotomía, revisión manual de la cavidad posterior al nacimiento o la separación de la madre y el bebé. Cada una de estas intervenciones implican riesgos y efectos no deseados que deben ser valorados cuidadosamente para evaluar su necesidad contra la ventaja que implica un proceso fisiológico, a su propio ritmo, que permita una mejor adaptación tanto de la madre como del bebe al proceso natural del nacimiento.

## Antecedentes históricos
El concepto se desarrolló a partir de la atención de la mujer en el parto de forma impersonal, mecánica, poco cálida y totalmente controlada con intervenciones médicas, lo cual llegó a ser la norma de atención. En muchos casos se reporta incluso violencia psicológica y física contra la mujer y la persona recién nacida por lo que surgió el concepto de violencia obstétrica catalogado como delito en muchas legislaciones.
Fueron las mismas mujeres quienes levantaron la voz en contra de este tipo de trato, reclamando sus derechos a una atención digna, respetuosa, sin apuros y donde sean ellas consideradas el centro de la atención durante el proceso de nacimiento de sus bebes. Esto implica el inicio espontáneo del trabajo de parto, oportunidad de estar en un ambiente tranquilo, de luces bajas, música tranquila, acompañamiento físico, emocional y principalmente libertad de movimiento. Todo lo anterior favorece la relajación, la progresión suave y natural del trabajo de parto con menos dolor y estrés y ha motivado el cambio en los ambientes de nacimiento a instalaciones más amigables y similares al hogar en lugar del tecnológico e impresionante aspecto que pueden dar las instalaciones médicas.

## Descripción
La atención humanizada implica tratar a la mujer embarazada como individuo con características únicas, que vivirá su experiencia de manera diferente y que amerita un tratamiento y apoyo personalizado a su medida. La atención humanizada requiere del uso de todas las estrategias naturales para el manejo del dolor de parto, enseña a la mujer el paradigma de trabajar con el dolor, pero también pone a su disposición los métodos farmacológicos en caso de ser necesarios.
Las estrategias naturales de manejo del dolor conocido como analgesia fisiológica incluyen el movimiento, cambios de posición, uso de calor y frío, masajes, compresiones, acupuntura, aromaterapia, uso de la música, técnicas de relajación, visualización, distracción y enfoque, la inmersión en agua y los baños de agua caliente.
La doula es una persona especialmente preparada en todas estas estrategias de apoyo físico, pero también emocional a la mujer durante el trabajo de parto. En México, se ha implementado un modelo de atención a las mujeres durante el embarazo, parto y puerperio con enfoque humanizado, intercultural y seguro. Este ha sido replicando en las instalaciones de atención pública con muy buenos resultados cuando se ha logrado revertir la resistencia de los profesionales al cambio en el paradigma de la atención convencional.
Para muchos, tratar con calidez a la mujer y permitirle ser acompañada por la pareja o dejarle un momento al bebe es sus brazos después de nacer ya equivale a una atención más humanizada. Sin embargo, la evidencia científica y las recomendaciones de la OMS fundamentan claramente el conjunto de acciones a realizarse en todas las mujeres embarazadas durante el trabajo de parto con el fin de ofrecer calidad en la atención pero además hacer que la mujer viva una experiencia positiva con el evento del nacimiento. En total son 56 recomendaciones, pero se mencionan las siguientes para reforzar en objetivo del presente artículo: Atención respetuosa, comunicación efectiva, acompañamiento al parto, movilidad y alentar la posición erguida durante el trabajo de parto y de su elección para dar a luz, se recomienda el pinzamiento tardío del cordón umbilical, mantener el contacto piel a piel durante al menos la primera hora y retrasar el baño del recién nacido al menos 24 h después del nacimiento. 

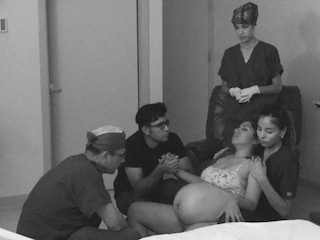
Mujer sentada en un banco de parto en el suelo

De todas las recomendaciones, la atención en posiciones erguidas representa particular dificultad a los médicos por la costumbre generalizada de atención a la mujer durante el parto en posición supina y con las piernas levantadas. La movilidad libre de una mujer en labor la lleva involuntariamente a adoptar la posición de pie en etapas avanzadas del parto, ya que esto disminuye el dolor y permite el descenso del feto dentro de la pelvis con más facilidad. El parto vertical se refiere precisamente a estas mujeres que siguen sus instintos moviéndose libremente y adoptan posiciones sentadas, en cuclillas, de pie, con piernas flexionadas, o apoyándose en rodillas y manos sobre el suelo o la cama. Sin embargo, para que sea considerado parto vertical es suficiente que la madre esté reclinada al menos 45 grados respecto a la horizontal y tenga ambos pies bien apoyados sobre una superficie. De esta manera semi sentada en la cama evita la compresión de la vena cava, respirará mejor y la gravedad ayudará de alguna forma con el descenso y los pies apoyados permiten la acción de los músculos psoas en sus inserciones movilizando mejor la pelvis.
Ya sea que se trate de un parto asistido o controlado médicamente o un parto natural y totalmente espontáneo en agua o fuera de ella, pueden ser nacimientos humanizados si la mujer y su acompañante son tratados empáticamente, con respeto y calidez, se les involucra en las tomas de decisiones y si se usa la evidencia científica justificando plenamente cada acción médica.